# 八家子镇 (和龙市)
八家子镇，是中华人民共和国吉林省延边朝鲜族自治州和龙市下辖的一个乡镇级行政单位，位于和龙市市区北方约10公里处。平均海拔280-450米，整个地势东南高、西北低。东地部最高山峰海拔585.2公尺，西北部最低点海拔250公尺。地貌类型为山地、丘陵、河谷、平地等三大类型。有效积温2600-2650℃，年降水量420-470毫米。主要种植水稻、玉米、大豆、烤烟、蔬菜等。

## 行政区划
八家子镇下辖以下地区：
新兴社区、振兴社区、上南村、八家子村、中南村、南沟村、河南村和龙山村。